# Cratere Myia
Myia è un cratere sulla superficie di 4 Vesta.